# Casas de La Cumbre
Casas de La Cumbre, o simplemente La Cumbre, es una entidad de población perteneciente administrativamente al distrito de Anaga del municipio de Santa Cruz de Tenerife, en la isla de Tenerife —Canarias, España—.
El caserío, que se encuentra en el macizo de Anaga, destaca por las vistas que ofrece su situación a lo largo de la cumbre divisoria entre los valles de Afur y del Bufadero. De él parten también algunos caminos aptos para practicar excursionismo, y que conducen a Valle Brosque, Pico del Inglés o Roque Negro.

## Características
Se encuentra situado a 26,6 km del centro de la capital municipal, a lo largo de la carretera de El Bailadero en la cumbre dorsal del macizo de Anaga. Con su altitud media de 790 m s. n. m., es el núcleo de población de Santa Cruz de Tenerife situado a mayor altitud.
Tiene una superficie de 0,5 km² íntegramente incluidos en el espacio natural protegido del parque rural de Anaga.
Las viviendas se encuentran dispersas en las laderas a lo largo de la carretera, diferenciándose los núcleos de: Llano Grande, Guañaque, La Canterilla y Los Laureles.
Casas de La Cumbre posee una plaza pública, una ermita y un centro social, sede de las asociaciones de vecinos El Til y Nuestra Señora de Guadalupe, así como cierta oferta en restaurantes. Aquí se encuentra también el Centro de Coordinación de la Unidad de Montes del Ayuntamiento de Santa Cruz de Tenerife.
En su paisaje destacan las elevaciones conocidas como roque de Guañaque y el Cabezo de Llano Grande, que es la cota máxima del caserío con 864 metros de altitud.

## Demografía
| Año        | 2000 | 2001 | 2002 | 2003 | 2004 | 2005 | 2006 | 2007 | 2008 | 2009 | 2010 | 2011 | 2012 | 2013 | 2014 | 2015 | 2016 |
| ---------- | ---- | ---- | ---- | ---- | ---- | ---- | ---- | ---- | ---- | ---- | ---- | ---- | ---- | ---- | ---- | ---- | ---- |
| Habitantes | 175  | 174  | 173  | 184  | 199  | 189  | 178  | 172  | 170  | 168  | 159  | 161  | 150  | 144  | 146  | 136  | 142  |

## Historia

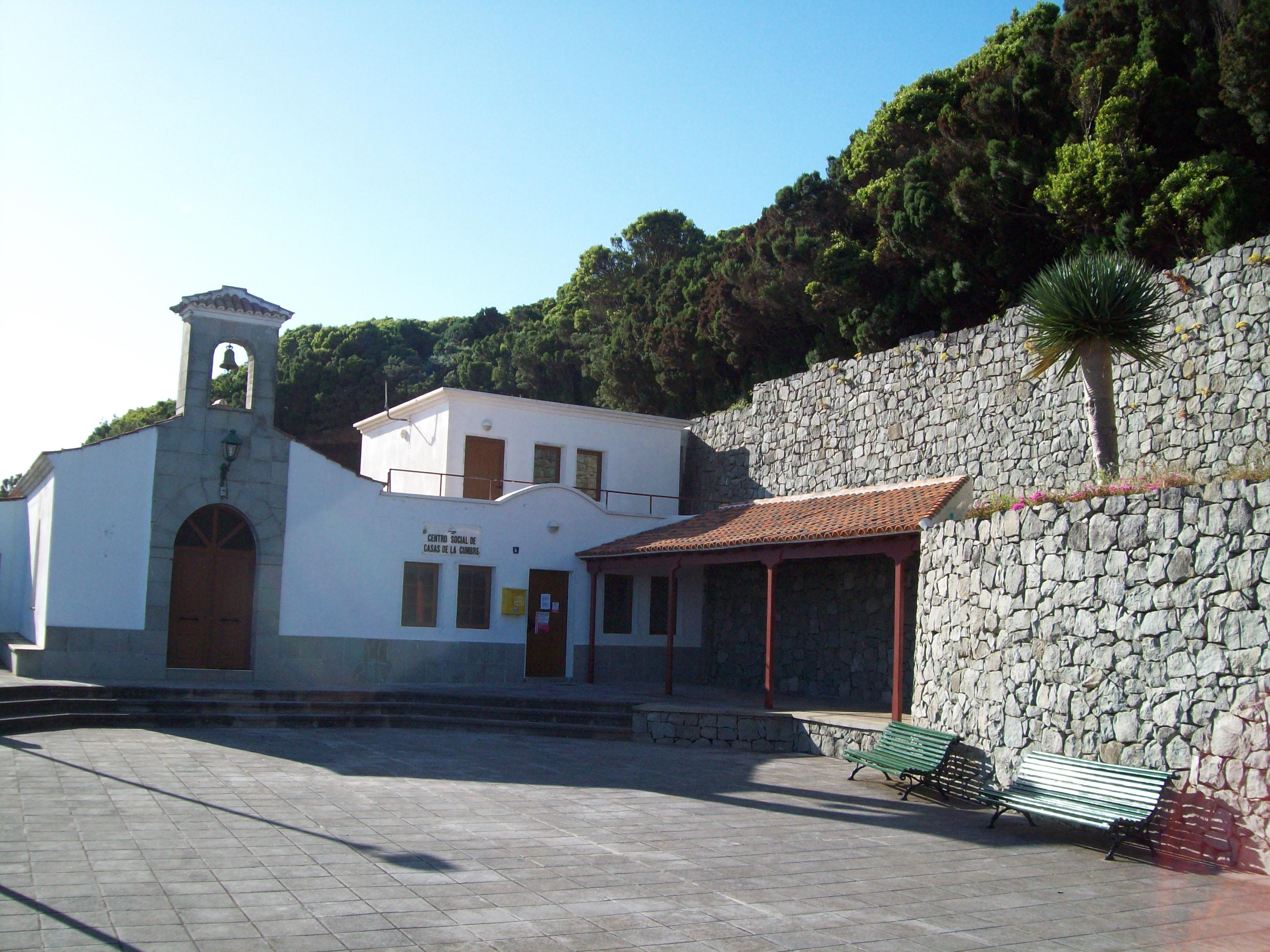
Ermita y plaza de Casas de La Cumbre.

Este caserío se desarrolló a partir de la década de 1940 con la apertura de la carretera de El Bailadero, siendo habitado sobre todo por vecinos procedentes de Roque Negro y Afur. Sin embargo, los orígenes del caserío se remontan a mediados del siglo xix, pues en esa época ya hay constancia de varias chozas en torno al roque de Guañaque.
La ermita de Casas de La Cumbre; fue construida en 1982 y dedicada a la Virgen de Guadalupe. La imagen que se venera en este templo fue tallada en 1983 por un escultor de Taganana como réplica de la de la villa de Guadalupe, Cáceres. La ermita de La Cumbre pertenece a la parroquia de San Blas de Roque Negro.
En la década de 1960, se abrió una escuela pública en el caserío, pero cerró en 2000 por falta de alumnado.
En 1994 Casas de La Cumbre pasa a estar incluido en el parque rural de Anaga, y en 2015 pasa a incluirse también en la Reserva de la Biosfera del Macizo de Anaga.

### Peregrinación de la imagen de Guadalupe en 2012

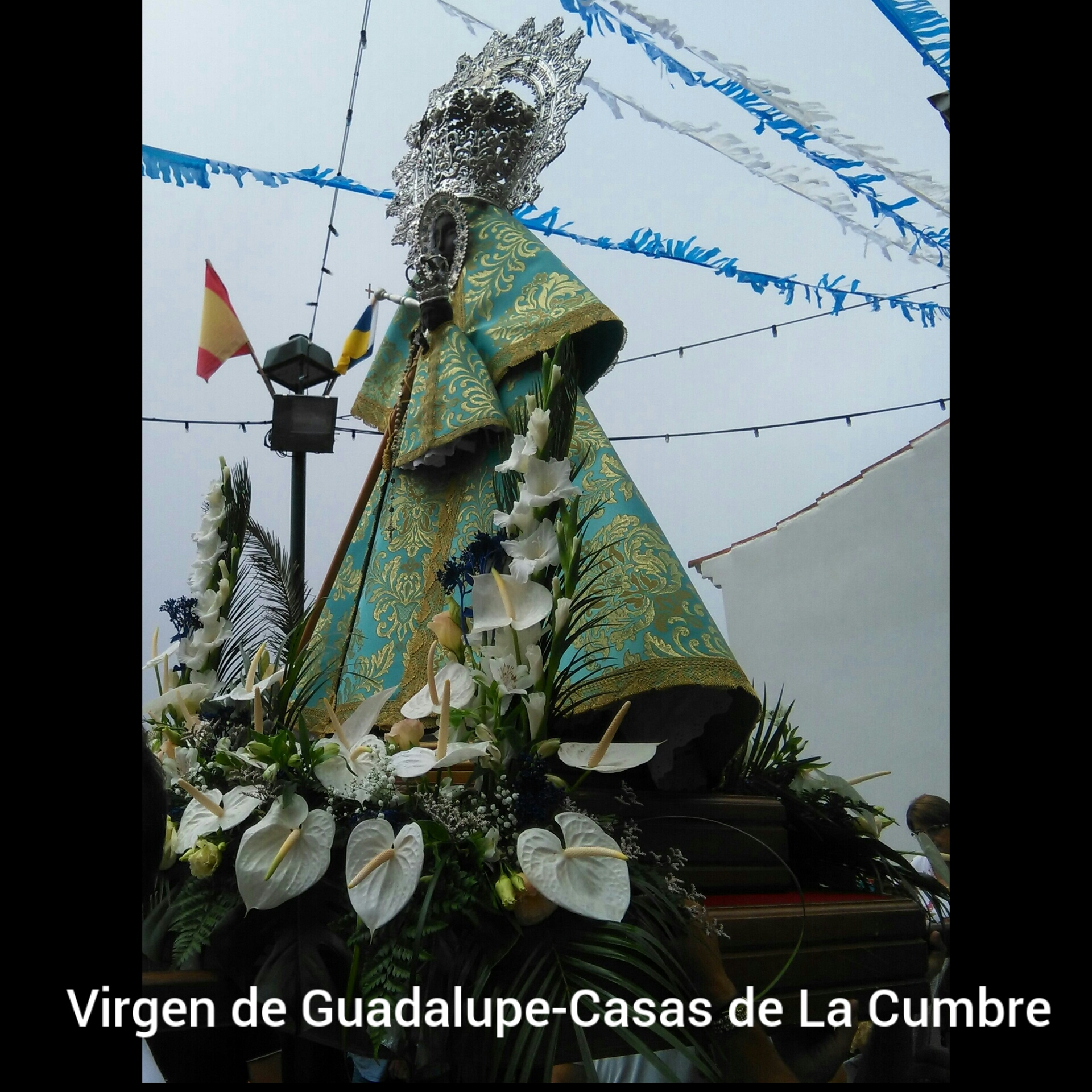
Virgen de Guadalupe, patrona del caserío

En septiembre de 2012 se realizó una peregrinación de la imagen de la Virgen de Guadalupe por parte del macizo de Anaga en conmemoración del 30 aniversario de su llegada a Casas de La Cumbre y de la bendición de la ermita.
La peregrinación partió el día 1 hacia la iglesia de Roque Negro, siendo recibida en la plaza por los vecinos que portaban la imagen de San Blas. Al día siguiente la imagen de la Virgen fue trasladada a la iglesia de Nuestra Señora de las Nieves de Taganana, donde la esperaba la imagen de Santa Catalina de Alejandría, compatrona de Taganana. La imagen de la Virgen de Guadalupe permaneció en el templo tagananero hasta su Día Grande, el 8 de septiembre, en que la peregrinación regresó a Casas de La Cumbre.

## Economía
Los habitantes de Casas de La Cumbre trabajan en su mayoría fuera de la localidad, teniendo la agricultura y ganadería  generalmente de cabras en la propia zona como complemento a la economía familiar.

## Fiestas
En este caserío se celebran fiestas en honor a Nuestra Señora de Guadalupe. Siempre son celebradas el 2.° y 3.º fin de semana de septiembre, siendo el día grande el 2.º domingo de este mes. Estas fiestas tienen actos como verbenas, fiestas de espuma, fiestas infantiles, actos religiosos, etc.

## Comunicaciones
Se llega a través de la carretera de El Bailadero TF-12.

### Transporte público
En autobús —guagua— queda conectado mediante las siguientes líneas de TITSA: 
| Línea | Trayecto                                    | Recorrido     |
| ----- | ------------------------------------------- | ------------- |
| 076   | La Laguna - Afur (por Las Mercedes)         | Horario/Línea |
| 077   | La Laguna - El Bailadero (por Las Mercedes) | Horario/Línea |

### Caminos
Por el caserío cruzan varios caminos aptos para la práctica del excursionismo, entre los que se encuentra uno de los caminos homologados de la Red de Senderos de Tenerife:
- Sendero PR-TF 3 Circular Casas de La Cumbre - Valle Brosque.[12]